# جورج فون دير دكين
جورج فون دير دكين  (و. 1836 – 1898 م) هو دبلوماسي، وسياسي ألماني، ولد في براونشفايغ، توفي عن عمر يناهز 62 عاماً.

## مناصب
تولى منصب عضو مجلس النواب الألماني للإمبراطورية الألمانية
.